# راه‌آب ایری
راه‌آب ایری (به انگلیسی: Erie Canal) یک راه‌آب در ایالات متحده آمریکا است.
این راه‌آب بطول ۵۸۴ کیلومتر در ایالت نیویورک قرار داشته و از آلبانی نیویورک روی رودخانه هادسون تا بوفالو نیویورک و تا دریاچه ایری امتداد دارد. ساخت این راه‌آب، راه آبی بین شهر نیویورک به اقیانوس اطلس و دریاچه های بزرگ را فراهم ساخته است.
ساخت آن در سال ۱۸۱۷ میلادی آغاز شده و دارای ۳۶ سد سلولی است و اختلاف ارتفاع آن ۱۷۲ متر است. ساخت این راه‌آب در سال ۱۸۲۵ خاتمه یافته است.

## منابع

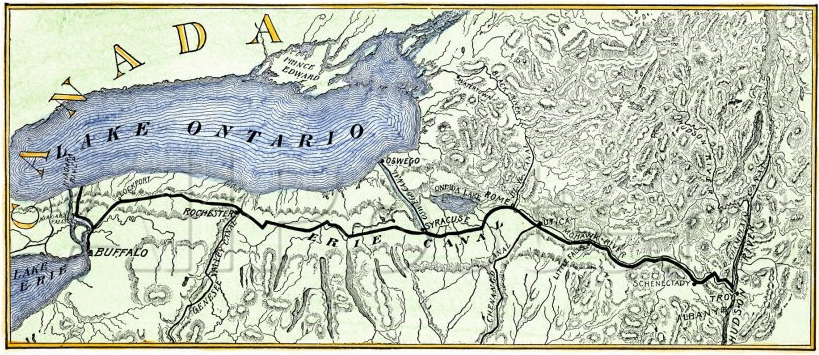
نقشه راه‌آب ایری ۱۸۴۰